# Кампаньятико
Кампанья́тико (итал. Campagnatico) — коммуна в Италии, располагается в области Тоскана, в провинции Гроссето.
Население коммуны, на 01.01.2023 года, составляло 2353 человека, плотность населения ─ 14,50 чел./км². Коммуна занимает площадь 162,29 км². Почтовый индекс — 58042. Телефонный код — 0564.
Покровителем коммуны почитается святой Иоанн Креститель, празднование 24 июня.

## Демография
Динамика населения:

## Администрация коммуны
- Официальный сайт: https://web.archive.org/web/20060822091000/http://www.comunedicampagnatico.it/